# Liste der denkmalgeschützten Objekte in Egg (Vorarlberg)
Die Liste der denkmalgeschützten Objekte in Egg enthält die 18 denkmalgeschützten, unbeweglichen Objekte der Marktgemeinde Egg im Bregenzerwald.

## Denkmäler
| Foto |                 | Denkmal                                                              | Standort                         | Beschreibung | Metadaten |
| ---- | --------------- | -------------------------------------------------------------------- | -------------------------------- | --- | --- |
| ja   | Datei hochladen | Bauernhof (Anlage) HERIS-ID: 5996 Objekt-ID: 1871                    | Außerdorf 15 Standort KG: Egg    | Der Bauernhof stammt im Kern aus dem 17. und 18. Jahrhundert und wurde im 19. Jahrhundert erhöht. Das Korbbogenportal ist mit 1791 bezeichnet. | BDA-Hist.: Q37869196 Status: Bescheid Stand der BDA-Liste: 2025-06-30 Name: Bauernhof (Anlage) GstNr.: .261                                           |
| ja   | Datei hochladen | Ehem. Schule und Mesnerhaus HERIS-ID: 23090 Objekt-ID: 19438         | Dorf 11 Standort KG: Egg         | Das ehemalige Schulhaus wurde 1899 errichtet. | BDA-Hist.: Q37874163 Status: § 2a Stand der BDA-Liste: 2025-06-30 Name: Ehem. Schule und Mesnerhaus GstNr.: .282/2                                    |
| ja   | Datei hochladen | Pfarrhof HERIS-ID: 31284 Objekt-ID: 28224                            | Dorf 12 Standort KG: Egg         | | BDA-Hist.: Q37941411 Status: Bescheid Stand der BDA-Liste: 2025-06-30 Name: Pfarrhof GstNr.: .257                                                     |
| ja   | Datei hochladen | Kath. Pfarrkirche hl. Nikolaus HERIS-ID: 23105 Objekt-ID: 19453      | Egg Standort KG: Egg             | Der neugotische Kirchenbau wurde nach den Plänen des Architekten Anton Gamperle mit dem Baumeister Fidel Kröner errichtet (1890/1892). Die Deckenmalerei mit Heiligen im Langhaus schuf Leo Sebastian Humer (1950/1951). Hochaltar und Seitenaltäre sind vom Bildhauer August Valentin, die Figuren der Seitenaltäre vom Bildhauer Alois Reich, die Kanzel vom Bildhauer Moriz Schlachter. Die Orgel baute Rieger Orgelbau (1964). | BDA-Hist.: Q1991870 Status: § 2a Stand der BDA-Liste: 2025-06-30 Name: Kath. Pfarrkirche hl. Nikolaus GstNr.: .136 Nikolauskirche (Egg)               |
| ja   | Datei hochladen | Bauernhof (Anlage) HERIS-ID: 23697 Objekt-ID: 20059                  | Gropper 209 Standort KG: Egg     | Der Bauernhof hat die Form eines Einhofes und stammt aus dem 17./18. Jahrhundert. Durch seine Hanglage wurde er über einem hohen Mauersockel errichtet. Der darüberliegende Wohnteil wurde als gestrickter Blockbau errichtet. Auf der Traufseite sind zwei Schöpfe, das Satteldach ist flach geneigt. | BDA-Hist.: Q37878312 Status: Bescheid Stand der BDA-Liste: 2025-06-30 Name: Bauernhof (Anlage) GstNr.: 1902/1 Bauernhof,Gropper 209 in Egg            |
| ja   | Datei hochladen | Kath. Pfarrkirche hl. Josef HERIS-ID: 23093 Objekt-ID: 19441         | Großdorf Standort KG: Egg        | Die Kirche in Großdorf, 1760–1762 anstelle einer bereits vor 1687 erwähnten Kapelle, die 1716 Pfarrkuratie geworden war, nach Plänen von Kaspar Waldner errichtet und 1770 geweiht, wurde 1862 nach Westen erweitert und 1883 zur Pfarrkirche erhoben. Sie hat ein gewölbtes Langhaus, einen eingezogenen gewölbten Chor mit angebauter Sakristei und einen Nordturm mit Zwiebelhelm. | BDA-Hist.: Q1706259 Status: § 2a Stand der BDA-Liste: 2025-06-30 Name: Kath. Pfarrkirche hl. Josef GstNr.: .284 Kirche hl. Josef (Großdorf)           |
| ja   | Datei hochladen | Bauernhof (Anlage) HERIS-ID: 23096 Objekt-ID: 19444                  | Hof 61 Standort KG: Egg          | | BDA-Hist.: Q37874183 Status: Bescheid Stand der BDA-Liste: 2025-06-30 Name: Bauernhof (Anlage) GstNr.: .31                                            |
| ja   | Datei hochladen | Pestkapelle HERIS-ID: 23097 Objekt-ID: 19445                         | in Hof Standort KG: Egg          | Die Pestkapelle in Hof, lokal auch als „s’Hofar Bild“ bezeichnet, ist ein gemauerter Rechteckbau mit polygonalem Schluss und rundbogiger Tür, der 1645 errichtet wurde. Sie beherbergt eine 60 cm hohe Marienstatue des 18. Jahrhunderts, Vortivbilder aus dem 19. Jahrhundert und zahlreiche weiterer Figuren, Bilder und Elemente der Volksfrömmigkeit. | BDA-Hist.: Q37874202 Status: § 2a Stand der BDA-Liste: 2025-06-30 Name: Pestkapelle GstNr.: 10801                                                     |
| ja   | Datei hochladen | Mühlinger Kapelle HERIS-ID: 23102 Objekt-ID: 19450                   | neben Mühle 821 Standort KG: Egg | Die Mühlinger Kapelle ist ein gemauerter Rechteckbau unbekannten Alters mit einer Ausdehnung von etwa 3 × 4 m, dreiseitigem Schluss und steilem Schindeldach. Einer Sage nach steht ihre Geschichte in Zusammenhang mit einer nahe gelegenen Richtstätte, die um 1400 erbaut, 1770 letztmals genutzt und 1822 abgebrochen wurde. Nach einer anderen Überlieferung fällt die Errichtung in die Zeit zwischen 1840 und 1870. Die Dokumente, die das bestätigen sollen, sind jedoch verschollen. Herzstück der Ausstattung ist eine in bäuerlichem Stil geschnitzte Madonna mit Kind, 120 cm hoch, die auf die Zeit um 1600 datiert wird. | BDA-Hist.: Q37874247 Status: Bescheid Stand der BDA-Liste: 2025-06-30 Name: Mühlinger Kapelle GstNr.: 154                                             |
| ja   | Datei hochladen | Pfarramt Egg HERIS-ID: 23100 Objekt-ID: 19448                        | Pfarrhof 1 Standort KG: Egg      | Das Pfarramt von Egg, mit quadratischem Grundriss, symmetrischer Fassade, mittig erhöhtem Eingang und Zeltdach, wurde um 1800 errichtet. Vorbilder für diesen Haustypus waren schlichte Herrensitze aus der Zeit des Barock und der Renaissance. | BDA-Hist.: Q37874227 Status: § 2a Stand der BDA-Liste: 2025-06-30 Name: Pfarramt Egg GstNr.: .130 Pfarramt in Egg (Vorarlberg)                        |
| ja   | Datei hochladen | Mesnerhaus HERIS-ID: 23098 Objekt-ID: 19446                          | Pfarrhof 4 Standort KG: Egg      | Das Mesnerhauses ist, wie das Pfarramt, stilistisch ebenfalls an „schlichte Herrensitze der Renaissance und des Barock“ angelehnt. | BDA-Hist.: Q37874214 Status: § 2a Stand der BDA-Liste: 2025-06-30 Name: Mesnerhaus GstNr.: .134 Pfarrhof 4 (Egg)                                      |
| ja   | Datei hochladen | Vereinshaus und Museum HERIS-ID: 25378 Objekt-ID: 21805              | Pfarrhof 5 Standort KG: Egg      | Das 1904 gegründete Heimatmuseum in Egg ist in einem ehemaligen Schul- und Gemeindehaus untergebracht, das 1899 unter der Leitung des Feldkircher Baumeister Fidel Kröner nach Plänen des Bauingenieurs Anton Gamperle errichtet wurde. Den Aushub des Fundaments und die Errichtung der Mauern übernahm der Egger Bauunternehmer Giovanni Bertolini. | BDA-Hist.: Q1297374 Status: § 2a Stand der BDA-Liste: 2025-06-30 Name: Vereinshaus und Museum GstNr.: .138 Egg Museum                                 |
| ja   | Datei hochladen | Flur-/Wegkapelle HERIS-ID: 23695 Objekt-ID: 20057                    | in Stadel Standort KG: Egg       | Die Kapelle ist ein Neubau aus dem Jahr 1980, beherbergt aber eine vermutlich aus dem 16. Jahrhundert stammende Christusfigur sowie mehrere Figuren aus dem 18. Jahrhundert. | BDA-Hist.: Q37878304 Status: § 2a Stand der BDA-Liste: 2025-06-30 Name: Flur-/Wegkapelle GstNr.: 11053                                                |
| ja   | Datei hochladen | Wohnhaus, Landammannhaus HERIS-ID: 22132 Objekt-ID: 18460            | Unterdorf 4 Standort KG: Egg     | Das ehemalige Landammannhaus südlich der Kirche wurde im Jahr 1770 errichtet. Es ist ein verschindelter Blockbau über einem hohen Kellersockel, mit steilem Giebel und Satteldach. | BDA-Hist.: Q37867376 Status: Bescheid Stand der BDA-Liste: 2025-06-30 Name: Wohnhaus, Landammannhaus GstNr.: .286 Landammannhaus (Großdorf)           |
| ja   | Datei hochladen | Straßenbrücke, Gschwendtobel-Brücke HERIS-ID: 23706 Objekt-ID: 20068 | Standort KG: Egg                 | Die Gschwendtobel-Brücke ist eine gedeckte Holzbrücke aus den 1830er Jahren und verbindet die Gemeinden Egg und Lingenau über die Subersach. | BDA-Hist.: Q64026660 Status: § 2a Stand der BDA-Liste: 2025-06-30 Name: Straßenbrücke, Gschwendtobelbrücke GstNr.: 10715 Gschwendtobel-Brücke         |
| ja   | Datei hochladen | Brunnen, Brunnenhaus HERIS-ID: 23723 Objekt-ID: 20085                | Standort KG: Egg                 | | BDA-Hist.: Q37878358 Status: § 2a Stand der BDA-Liste: 2025-06-30 Name: Brunnen, Brunnenhaus GstNr.: 10958 Brunnenhaus in Wieden, Egg                 |
| ja   | Datei hochladen | Figur Hl. Johannes Nepomuk HERIS-ID: 23103 Objekt-ID: 19451          | Standort KG: Egg                 | Die Figur des hl. Johannes Nepomuk an der Brücke über die Bregenzer Ach ist auf dem Sockel mit den Jahreszahlen 1889 und 1974 bezeichnet. Die Statue stand ursprünglich bei einer anderen Brücke, die 1889 errichtet wurde. 1974 wurde sie an die neu errichtete Brücke versetzt. | BDA-Hist.: Q37874261 Status: § 2a Stand der BDA-Liste: 2025-06-30 Name: Figur Hl. Johannes Nepomuk GstNr.: 10615/1                                    |
| ja   | Datei hochladen | Kriegerdenkmal, Gedächtnisportal HERIS-ID: 23104 Objekt-ID: 19452    | Standort KG: Egg                 | Beim Friedhof von Egg befindet sich ein 1927 von Kaspar Albrecht im Stil des Realismus entworfenes Kriegerdenkmal in Form eines Friedhofsportals mit Holzplastiken und Steinreliefs. | BDA-Hist.: Q37874274 Status: § 2a Stand der BDA-Liste: 2025-06-30 Name: Kriegerdenkmal, Gedächtnisportal GstNr.: .136 Kriegerdenkmal Egg (Vorarlberg) |